# Santuário de Nossa Senhora dos Mares
O Santuário de Nossa Senhora dos Mares, em inglês:  Shrine of Our Lady of the Sea, é uma co-catedral da Arquidiocese de Goa e Damão, situada em Damão, no Forte de São Jerónimo.
Ao que parece, foi edificada em 1774, segundo uma inscrição que existia sobre a porta principal. Situa-se próximo do Baluarte de São Francisco Xavier e, provavelmente, no sítio de uma capela ou ermida primitiva, existente em torno de 1730. A fachada principal da Igreja foi refeita em 1899.
O retábulo existente na capela-mor pertencia à Capela de Santa Rita de Cássia, do Convento dos Agostinhos de Damão.

## Fonte
- «Damão». Viagem à Índia Portuguesa
- Olímpio Bento, Jorge (2006). Desporto e Lusofonia. Porto: Universisade do Porto. p. 204. ISBN 9789728687243
- Conselho Ultramarino (1867). Annaes: Parte não official. Lisboa: Imprensa Nacional. p. 456